# Chiesa di San Domenico (Genova)
La chiesa di San Domenico era una chiesa di Genova, con annesso un convento dei Domenicani, costruita nel XV secolo alle pendici del colle di Piccapietra. 

La chiesa fu demolita negli anni venti dell'Ottocento per costruire il teatro Carlo Felice e il palazzo dell'Accademia Ligustica, in quella che oggi è la centralissima piazza De Ferrari.

## Storia
(Agostino Giustiniani, Annali della Repubblica di Genova, 1537)
Il complesso domenicano era uno dei più importanti centri religiosi di Genova; la chiesa, secondo autori settecenteschi, era per dimensioni la più grande della città e seconda solo alla cattedrale per le ricchezze artistiche.

### Le origini
La chiesa ebbe origine da una precedente dedicata a Sant'Egidio, edificata nel XII secolo, che dava anche il nome a una delle porte della cinta muraria detta “del Barbarossa“ (1155), demolita nel XVII secolo per l'apertura di Via Giulia.
Nel 1217 questa chiesa fu affidata dal governo della repubblica alla locale comunità domenicana, istituita dallo stesso Domenico di Guzmán durante un suo soggiorno a Genova tra il 1214 e il 1215. In seguito i Domenicani, acquistato un terreno adiacente da un Nicolò Doria vi fecero costruire il convento.
Intorno al 1250 i frati fecero edificare una chiesa più spaziosa, in grado di accogliere un grande numero di fedeli. La chiesa, nel frattempo ribattezzata con il nome del fondatore dell'ordine, subì diverse modifiche e ulteriori ampliamenti. Nel 1440, con il completamento della facciata, assunse le sue forme definitive.
Vi erano sepolti il beato Jacopo da Varagine, arcivescovo di Genova nel XIV secolo e molti illustri genovesi, tra i quali alcuni dogi.
Tra i più famosi oratori che predicarono a S. Domenico sono ricordati Pietro da Verona (1205-1252), Vincenzo Ferrer (1350-1419) e Girolamo Savonarola (1452-1498).
Il convento ospitò in varie epoche personaggi illustri: nel 1311 vi soggiornarono l'imperatore Enrico VII con la consorte Margherita di Brabante (che morì prematuramente durante la sua permanenza a Genova, il 13 dicembre di quell'anno), nel 1403 l'imperatore d'oriente Manuele Paleologo e nel 1409 Teodoro II del Monferrato.

### La demolizione del complesso

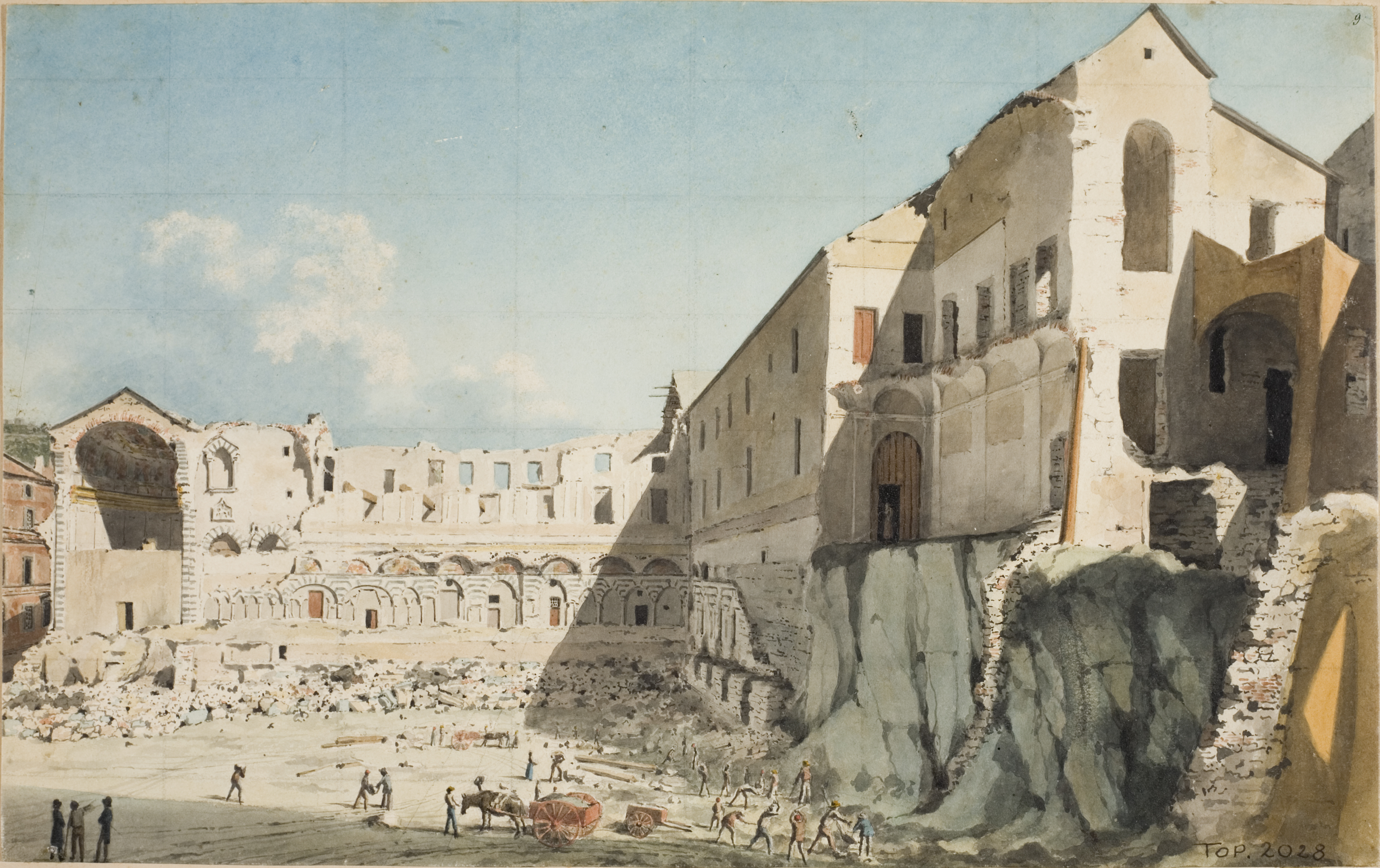
Il cantiere della demolizione in un acquarello di Luigi Garibbo (1825)

I Domenicani dovettero abbandonare chiesa e convento nel 1797 per le leggi di soppressione degli ordini religiosi emanate dalla Repubblica Ligure; la chiesa, spogliata delle opere d'arte e degli arredi, andati in gran parte dispersi, fu trasformata in magazzino e il convento in caserma.
Dopo la decisione del Congresso di Vienna che nel 1814 aveva sancito l'annessione della ex Repubblica Ligure al regno sabaudo, le autorità locali, coerenti con lo spirito laico del tempo, avrebbero voluto smantellare l'intero complesso conventuale per rendere visibile il processo di laicizzazione della città e creare in quell'area un nuovo spazio pubblico, destinato a divenire luogo di incontro sociale e culturale; in particolare essi rinnovarono la richiesta di poter costruire un nuovo teatro sul sito già occupato dalla chiesa. Da parte loro, le autorità statali sabaude, pur favorevoli a permettere la demolizione della chiesa, erano tuttavia interessate a conservare i locali del convento, trasformati in caserma, per disporre di uno strumento di controllo sulla città. Perciò il 2 giugno 1818 il re Vittorio Emanuele I autorizzava la sola demolizione della chiesa, negando inizialmente la demolizione della caserma sistemata nell'ex convento. Ma negli anni seguenti, con gli sviluppi urbanistici che venivano maturando, che avrebbero fatto dell'antica piazza San Domenico un punto cruciale della nuova viabilità cittadina, anche questo edificio sarebbe stato demolito. Nel 1825 venne indetto il concorso per un nuovo teatro dell'opera: il capitolato dei lavori prevedeva che l'edificio sarebbe sorto sull' “l'area del convento e della chiesa di San Domenico, edifici già ridotti fin dal 1797 a magazzini e a caserma“.
Il complesso di San Domenico fu quindi demolito e sull'area fu costruito il teatro Carlo Felice, su progetto dell'architetto genovese Carlo Barabino. Il teatro fu inaugurato nel 1828.
Il progetto prevedeva inizialmente anche la costruzione sulla stessa area di una nuova caserma, ma poi l'idea fu accantonata e al suo posto fu costruito il palazzo, completato nel 1831, destinato a sede dell'Accademia Ligustica e della Biblioteca civica Berio, quest'ultima trasferita dal 1998 nella sede restaurata dell'antico Seminario dei Chierici.

## L'edificio

### Struttura architettonica
La chiesa, lunga 360 palmi genovesi (90 metri), aveva pianta a croce latina e la facciata in stile romanico-gotico a bande orizzontali bianche e nere.
Il presbiterio aveva una volta a crociera, mentre le tre navate, divise da colonne avevano una copertura a travature lignee.
Inizialmente non esisteva l'abside semicircolare, aggiunta solo nel XVII secolo, e il coro era collocato al centro del transetto. La chiesa originaria aveva quindi una forma a T, tipica degli ordini mendicanti.
La facciata fu completata intorno al 1440, molti anni dopo la costruzione dell'intero edificio; riprendeva un modello decorativo tardo gotico ancora presente a Genova nel XV secolo ed era caratterizzata da un rivestimento a bande orizzontali bianche e nere, tipico della tradizione ligure.
Nel corso del XV secolo fu terminata la costruzione del convento e la chiesa prolungata con l'aggiunta di altre cappelle laterali, assumendo così la pianta a croce latina, ma con l'abside ancora di forma rettangolare. L'esigenza di costruire nuove cappelle, o di ingrandire quelle già esistenti, era dettata dalla necessità di trovare spazio per le sepolture delle sempre più numerose famiglie nobili e borghesi che, con lasciti e donazioni, permettevano al complesso di prosperare. Questo fenomeno, già in atto nel XV secolo, ebbe il suo culmine nel Seicento, quando le cappelle furono arricchite con nuove decorazioni e opere d'arte. All'inizio del Seicento, facendo seguito al decreto del visitatore mons. Bossi, nel 1582, fu trasformata l'abside in forma semicircolare, con la volta ornata di stucchi dorati, disegnata dall'architetto lombardo Giovanni Aicardi. La volta dell'abside fu affrescata dallo Strozzi, ma già verso la fine del Settecento, secondo il Ratti, questi affreschi erano rovinati dall'umidità.
Nell'interno vi erano una ventina di cappelle, arricchite con marmi pregiati e opere d'arte dei più importanti artisti genovesi soprattutto del XVII secolo. Le più sontuose erano quelle dedicate al Rosario e a San Domenico. Il complesso comprendeva anche gli oratori di San Pietro Martire, appena fuori della porta del convento e quello dedicato alla Madonna Santissima del Rosario, che si trovava al di sotto della cappella del Rosario, all'interno della chiesa. L'organista Tiburzio de Fiechis nel 1504 stipulò un contratto per la costruzione di un organo di 10 piedi 6 registri per questa chiesa.

### Opere d'arte
Il Ratti nella sua descrizione, redatta intorno alla metà del Settecento, elenca innumerevoli opere d'arte, in particolare dipinti su tela e affreschi, che erano conservati nelle cappelle della chiesa e nei locali attigui, che danno un'idea della grande ricchezza del complesso. La maggior parte dei quadri raffigurano episodi dei Vangeli e santi dell'ordine dei Predicatori, dai più noti (dallo stesso fondatore San Domenico a Tommaso d'Aquino e Rosa da Lima), fino a quelli meno conosciuti, come San Giacinto Odrovaz.

#### Affreschi
- Affreschi quattrocenteschi ai lati della porta che introduceva al chiostro, raffiguranti Cristo nel sepolcro (1401) e Cristo crocifisso (1461);
- Affreschi raffiguranti il Paradiso, di Bernardo Strozzi, nella volta dell'abside (un frammento dell'affresco con la testa del Battista, unico resto di questa grande opera, e il bozzetto dell'intera scena sono conservati nel Museo dell'Accademia Ligustica)[10];
- Affreschi dei Misteri del Rosario di Giovanni Carlone, nella cupola e nei peducci della grandiosa cappella della Madonna del Rosario, disegnata dall'architetto lombardo Rocco Pennone;
- Affreschi di Domenico Piola nella cupola della cappella di S. Domenico, raffiguranti Angeli dolenti per la morte del Salvatore e gli Evangelisti.
- Affresco di Madonna tra due angeli di Francesco di Oberto.

#### Dipinti
- Giovanni Andrea Ansaldo: Crocifisso;
- Gioacchino Assereto: Santo domenicano;
- Giulio Benso: Vergine con il ritratto di S. Domenico;
- Luciano Borzone[11]: La Vergine presenta il suo Bambino a S. Simeone e Cristo che ascende al Calvario;
- Francesco Capurro: Santa Rosa;
- Giovanni Battista Carlone: Annunciazione della Beata Vergine;
- Giovanni Andrea De Ferrari: S. Antonino arcivescovo di Firenze e Presepe;
- Orazio De Ferrari: Lavanda dei piedi;
- Domenico Fiasella (detto il Sarzana): San Giacinto davanti alla Vergine, Madonna di Loreto, S. Pietro Martire, S. Vincenzo Ferreri in preghiera per un fanciullo morto, Disputa di Gesù fra i dottori, Cristo morto e affresco nella volta della cappella di S. Domenico;
- Antonio Semino: Deposizione di Cristo;
- Bernardo Strozzi: Assunta;
- Giovanni Battista Paggi: Discesa dello Spirito Santo sopra gli Apostoli;
- Giuseppe Palmieri: Resurrezione di Cristo, ritenuta dal Ratti la migliore opera di questo pittore, Santi e Sante Domenicane, Predicazione di San Vincenzo Ferreri nella chiesa di San Domenico e affreschi nella volta di una delle sacrestie;
- Giovanni Battista Parodi: affreschi nella volta di una sacrestia, raffiguranti Davide vincitore del Filisteo e Tommaso che flagella l'eresia;
- Domenico Piola: S. Francesco d'Assisi davanti alla Vergine, S. Tommaso d'Aquino e Cristo davanti a Caifa;
- Giulio Cesare Procaccini: Circoncisione di Gesù.

#### Sculture
- Francesco Maria Schiaffino: statua in marmo di San Domenico, oggi nella chiesa di Santa Maria di Castello;
- Domenico Bissone[12]: Crocifisso in legno, nella cappella Marini.